# Salton Sea Beach (Kalifornija)
Salton Sea Beach je naseljeno područje za statističke svrhe u američkoj saveznoj državi Kalifornija. Prema popisu stanovništva iz 2010. u njemu je živjelo 422 stanovnika.